# Koning van Duitsland
Het Duitse koningschap bestond van 911 tot 1806. De koning van Duitsland was een voor het leven gekozen functionaris, die de eenheid van het Oost-Frankische Rijk, bestaande uit
Beieren, Franken, Lotharingen, Saksen en Zwaben, moest symboliseren en behartigen.
Vanaf 962 lieten de gekozen Duitse koningen zich tevens, doorgaans enige tijd later dan hun verkiezing tot koning, door de paus tot keizer kronen van het Heilige Roomse Rijk, dat beschouwd werd als rechtsopvolger van het oude Romeinse keizerrijk. Zij waren immers de beschermheren van het Italiaanse schiereiland en de pauselijke staat.
Het was dus geen erfelijk koningshuis; de Duitse koning werd volgens een ongeschreven grondwet verkozen. Meestal droeg de Duitse koning ook de keizerskroon van het Heilige Roomse Rijk. Daarom worden deze koningen meestal keizer genoemd (zie lijst van Rooms-Duitse koningen en keizers). De gebruikelijke nummering van de koningen met de naam Karel, Lotharius of Lodewijk is ook niet de nummering als koning van Duitsland, maar die als keizer (zie verder onder voorgeschiedenis).
De precieze aanduiding van naam en functie zijn in de loop der eeuwen veranderd. De naam Rooms koning werd gebruikt om de gekozen Duitse keizer aan te duiden in de periode vóór zijn kroning in Aken of Frankfurt. In het Latijn heette het "REX ROMANORUM" (letterlijk: Koning van de Romeinen), de Duitsers spraken van hun "Römischer König" of "König der Römer".
In de 18e eeuw werd ook de aanduiding "König in Germanien" of "Germaniae Rex" gebruikt. Moderne Duitse schrijvers gebruiken de term "römisch-deutscher König".
Graaf Willem II van Holland wordt in de Nederlandse literatuur meestal rooms-koning of Rooms koning genoemd.

## Ontstaan
Toen Lodewijk IV het Kind in september 911 overleed, was in het Oost-Frankische Rijk meteen ook de laatste Karolinger van het toneel verdwenen. Onder zijn zeer zwakke regering waren de oude stamhertogdommen, die door Karel de Grote 100 jaar eerder waren afgeschaft, opnieuw verrezen: Beieren, Franken, Saksen, Zwaben, en het uit Midden-Francië ontstane Lotharingen. Uit vrees voor het uiteenvallen van het rijk in deze vijf bestanddelen kozen de rijksgroten de Frankische hertog Koenraad I van Franken tot koning, in de zin van verdediger van het algemeen rijksbelang. Hij kon zich dus niet in de interne aangelegenheden van de Duitse hertogdommen mengen. Daarmee was het erfrecht opgeheven en werd meteen ook het rijk niet langer als persoonlijk bezit van een vorstenhuis beschouwd. Enkel Lotharingen (dat onder meer ook de latere Nederlanden omvatte) hield vast aan het erfrecht van de Karolingers en zocht tussen 911-923 aansluiting bij West-Francië onder Karel de Eenvoudige.
Door het begraven van de hoop op eenheid met het West-Frankische Rijk (men had tot dan toe geprobeerd het imperium van Karel de Grote te herstellen) werd onder Koenraad I Duitsland geboren. Dat omvatte ongeveer de huidige Duits- en Nederlandstalige gebieden, en zweefde tussen confederatie en feitelijke staat. Het had dan ook geen hoofdstad; het centrum was daar waar de koning resideerde.
Na Koenraad werd Hendrik I, hertog van Saksen, tot koning gekozen. Hij legde in 921 de grenzen met Frankrijk vast in het Verdrag van Bonn. Het lukte hem niettemin om nadien, in 923], Lotharingen definitief terug te winnen en daarmee ook de huidige Nederlandstalige gebieden. Tegen 928 was dit economisch en politiek belangrijke gebied voor Duitsland geconsolideerd.

## Keizerschap
Hendriks zoon Otto I de Grote stichtte in 962 het Heilige Roomse Rijk, door opnieuw de titel van keizer aan te nemen. Dat rijk oversteeg de grenzen van Duitsland; het omvatte naast het Duitse koninkrijk ook de koninkrijken Italië en Bourgondië. Omdat van dan af de keizerstitel van het Heilige Roomse Rijk steeds toekwam aan de koning, wordt deze koning ook wel rooms-koning genoemd.
Koenraad II, een nakomeling van Koenraad I, slaagde erin om aan de laatste Bourgondische koning Rudolf III de belofte te ontlokken hem als zijn opvolger aan te duiden; hij erfde het koninkrijk in de zomer van 1034. Het toenmalige Koninkrijk Bourgondië was niet het latere hertogdom, op de plaats van de huidige Franse landstreek; het strekte zich ten oosten daarvan uit, over de valleien van de Rhône en de Saône, en over het westen van Zwitserland tot over Bern en Lausanne. Het zou een integraal deel van Duitsland gaan vormen.
Ten gevolge van de Investituurstrijd werd tijdens de regering van keizer Hendrik IV, kleinzoon van Koenraad II, op aansturen van de paus en voornamelijk Saksische rijksgroten, voor het eerst een tegenkoning verkozen. Op 15 maart 1077 werd Rudolf van Zwaben aangesteld tot Duits koning. Nadat deze in 1080 door Hendrik IV op het slagveld werd gedood, volgde weldra een tweede tegenkoning in 1081, Herman van Luxemburg-Salm, die zo goed als gezagsloos in 1088 zou sterven. Korte tijd fungeerde zelfs een zoon van Hendrik IV, koning Koenraad van Lombardije, als tegenkoning (1087-1101), doch hij genoot evenmin gezag in het Duitse rijk.
Daarna zouden nog verschillende tegenkoningen gekozen worden, de laatste in 1349. Aanleiding was steeds onenigheid tussen de keurvorst en (kiesgerechtigde) rijksgroten, maar het politieke manoeuvre was nooit een groot succes. Mede om dit soort impasses te vermijden, werd het aantal keurvorsten in 1198 op aandringen van paus Innocentius III vastgelegd op zeven. In 1257 werd vastgelegd dat het kiescollege voortaan zou bestaan uit de drie hoogste geestelijken (de aartsbisschoppen van Keulen, Mainz en Trier) en vier wereldlijke vorsten: de koning van Bohemen, de hertog van Saksen, de markgraaf van Brandenburg en de paltsgraaf van de Rijn.
Op 10 januari 1356 vaardigde keizer Karel IV de Gouden Bul uit, waarin de procedure voor de koningskeuze werd vastgelegd. Het was in feite de bevestiging van de traditie die reeds in 1257 was ingevoerd, maar ze zweeg over de aanspraken op goedkeuring van de keuze door de paus.

## Habsburgers
Met het aantreden op 18 maart 1438 van Albrecht II als koning, begon de heerschappij van de Habsburgers en werd het koningschap quasi-erfelijk. Zijn kleinzoon Maximiliaan I werd in 1508 te Triente door de prins-bisschop van Gurk tot keizer gezalfd. Hierdoor was het keizerschap ten slotte volledig van het pausdom losgekoppeld geworden. Voortaan zouden de Duitse koningen bij hun kroning te Aken meteen ook de keizerlijke waardigheid aannemen. Daarmee hadden ook de keurvorsten hun rol uitgespeeld en was de procedure van de koningskeuze tot een ritueel verworden. Het zou niettemin worden volgehouden tot 1806, het jaar waarin het Heilige Roomse Rijk definitief werd opgeheven.

## Lijst der koningen van Duitsland

### Voorgeschiedenis: Oost-Frankische koningen
Oost-Francië was de voorganger van het Heilige Roomse Rijk; men spreekt in de geschiedschrijving vaak pas vanaf 911 van "Duitsland", toen Lodewijk het Kind als laatste Karolinger van de troon verdween.
- 840-876: Lodewijk II, de Duitser, koning van Oost-Francië, geen keizer
- 876-880: Karloman van Oost-Francië, koning van Oost-Francië (Beieren), geen keizer
- 876-882: Karel III, de Dikke, koning van Oost-Francië (Zwaben) en Italië, keizer
- 876-882: Lodewijk III, de Jongere, koning van Oost-Francië (Frankenland, Saksen en Thüringen), geen keizer
- 882-887: Karel III, de Dikke, koning van heel Oost-Francië, keizer
- 887-899: Arnulf van Karinthië, koning van Oost-Francië en Italië, (betwist) keizer
- 899-900: Zwentibold, koning van Oost-Francië, geen keizer
- 900-911: Lodewijk IV, het Kind, koning van Oost-Francië, geen keizer

### Duitse koninkrijk
- 911-918: Koenraad I
- 919-936: Hendrik I, de Vogelaar
- 936-973: Otto I, de Grote
- 973-983: Otto II, de Rode
- 983-1002: Otto III
- 1002-1024: Hendrik II, de Heilige
- 1024-1039: Koenraad II, de Saliër
- 1039-1056: Hendrik III
- 1056-1105: Hendrik IV
- 1077-1080: Rudolf van Rheinfelden: tegenkoning
- 1081-1086: Herman van Salm: tegenkoning
- 1087-1098: Koenraad van Franken: medekoning
- 1105-1125: Hendrik V
- 1125-1137: Lotharius III van Supplinburg
- 1138-1152: Koenraad III
- 1147-1150: Hendrik Berengarius: medekoning
- 1152-1190: Frederik I, Barbarossa
- 1190-1197: Hendrik VI
- 1198-1208: Filips I
- 1208-1215: Otto IV
- 1215-1250: Frederik II
  - 1220-1235: Hendrik VII: medekoning
  - 1237-1250: Koenraad IV: medekoning
  - 1246-1247: Hendrik Raspe: tegenkoning
- 1250-1254: Koenraad IV
- 1254-1256: Willem van Holland
- 1257-1272: Richard van Cornwall: interim-koning
- 1257-1273: Alfons van Castilië: tegenkoning
- 1273-1291: Rudolf I
- 1291-1298: Adolf I
- 1298-1308: Albrecht I
- 1308-1313: Hendrik VII
- 1314-1330: Frederik de Schone: tegenkoning
- 1314-1347: Lodewijk IV
- Günther XXI van Schwarzburg: tegenkoning
- 1347-1378: Karel IV
- 1378-1400: Wenceslaus
- 1400-1410: Ruprecht
- 1410-1411: Jobst
- 1411-1437: Sigismund
- 1437-1439: Albrecht II
- 1440-1493: Frederik III
- 1493-1519: Maximiliaan I
- 1519-1556: Karel V
- 1556-1564: Ferdinand I
- 1564-1576: Maximiliaan II
- 1576-1612: Rudolf II
- 1612-1619: Matthias
- 1620-1637: Ferdinand II
- 1637-1657: Ferdinand III
- 1658-1705: Leopold I
- 1705-1711: Jozef I
- 1711-1740: Karel VI
- 1742-1745: Karel VII
- 1745-1765: Frans I Stefan
- 1765-1790: Jozef II
- 1790-1792: Leopold II
- 1792-1806: Frans II